# Triphyllus constans
Triphyllus constans es una especie de coleóptero de la familia Mycetophagidae.

## Distribución geográfica
Habita en Nueva Zelanda.